# Paul Cléricy
Pour les articles homonymes, voir Cléricy.
Paul Cléricy, né le 14 avril 1926 à Nice et mort le 16 septembre 2020 à Rieux-Volvestre, est un homme politique français.

## Biographie
Membre de la Convention des institutions républicaines (CIR),, il est élu lors des législatives de 1967 député de la Fédération de la gauche démocrate et socialiste (FGDS) dans la troisième circonscription des Alpes-Maritimes (à cette époque Nice-Ouest et une partie de l'arrière-pays niçois) avec 56,02 % des voix face au député sortant Fernand Icart (RI).
Il est maire de Castagniers dans les Alpes-Maritimes de 1953 à 1970.
Les Cahiers de la Convention des institutions républicaines de 1967 le présentent comme « licencié en droit, diplômé de l'École des sciences politiques ».

## Détail des fonctions et des mandats
Mandat parlementaire
- 12 mars 1967 - 30 mai 1968 : Député de la 3e circonscription des Alpes-Maritimes